# Философия права
Филосо́фия пра́ва (или правова́я филосо́фия) — раздел философии и юриспруденции, который занимается исследованием смысла права, его сущности и понятия, его оснований и места в мире, его ценности и значимости, его роли в жизни человека, общества и государства, в судьбах народов и человечества.

## Разделы философии права

### Правоваяонтология
Учение о бытии права, его природе, сущности, принципах, основных гранях права (догме права, правовом содержании, правовых идеях), разграничении права и закона.

### Правоваягносеология
В рамках правовой гносеологии постигаются теория и методология познания правовой реальности, связанные с разграничением права на естественное и позитивное, формированием юридического и легистского правопонимания. Здесь складываются основания методологии современной юриспруденции, формируются подходы, методы, концепции, определяющие направления исследования правовой реальности.

### Правоваяаксиология
Учение о ценностях, которые обеспечиваются правом (ценности права) и о ценностях самого права (правовые ценности).

### Правоваяантропология
Учение о месте человека в праве и права в человеке, его отношении к правовым явлениям, способности создавать право и воспринимать его содержание. Как природное существо человек находится в постоянном конфликте с искусственно созданными мирами, культурой вообще, правовой культурой в частности.

### Правоваялогика
Учение о системе правовых понятий и правовом мышлении. При этом правовое мышление выступает как специфическая интеллектуальная деятельность, направленная на решение задач, связанных с использованием правовых средств и правовых аргументов. Без правовой логики невозможно существование юридической терминологии.

### Правоваягерменевтика
Теория постижения и истолкования смыслов, содержащихся в разнообразных правовых текстах (законах, инструкциях, решениях, приговорах и т. д.). Правовая герменевтика ориентирована на интерпретатора, поэтому толкование здесь выступает как искусство профессионала. Чем выше уровень профессионализма, тем ближе толкование к пониманию правовой реальности.